# Einsame Pinie
Einsame Pinie war der Name, der einem einzeln wachsenden Baum auf der Halbinsel Gallipoli in der Türkei gegeben wurde, der die Stelle der Schlacht an der Einsamen Pinie im Jahre 1915 markierte. Kiefern, die zum Gedenken an die australischen und neuseeländischen Soldaten gepflanzt wurden, die in Gallipoli auch als „Einsame Pinien“ oder „Gallipoli-Pinien“ bekannt sind, in Anspielung auf den ursprünglichen Baum.

## Die ursprüngliche „Einsame Pinie“
Die ursprüngliche „Einsame Pinie“ war die einzige Überlebende einer Gruppe von Bäumen, die von türkischen Soldaten gefällt wurde, die das Holz und die Zweige verwendet hatten, um ihre Schützengräben während der Schlacht zu bedecken. Der Baum wurde im Ergebnis der Schlacht zerstört; doch die Pinienzapfen, die an den abgebrochenen Ästen über den Schützengräben verblieben waren, wurden von zwei Australiern gerettet und heim nach Australien gebracht. Man fand heraus, dass die daraus gewonnenen Sämlinge Kalabrische Kiefern waren, manchmal als Unterart der Pinus halepensis (Aleppo-Kiefer) betrachtet, aber für gewöhnlich als gesonderte Spezies Pinus brutia  klassifiziert werden. Insofern ist der Begriff „Pinie“ in diesem Zusammenhang eine Fehlübersetzung des englischen „pine“, da im Deutschen nur Pinus pinea als „Pinie“ bezeichnet wird – richtig wäre in diesem Zusammenhang die Bezeichnung als Kiefer.

## Der Baum auf dem Einsame-Pinien-Friedhof, Gallipoli
Auf dem Einsame-Pinien-Friedhof in Gallipoli wurde in den 1920ern eine einzelne Pinie gepflanzt, um die ursprüngliche Einsame Pinie zu symbolisieren. Dieser Baum wurde im Jahre 1987 durch einen australischen Botaniker untersucht und als Steinpinie (Pinus pinea) bestätigt.

## Bäume in Australien

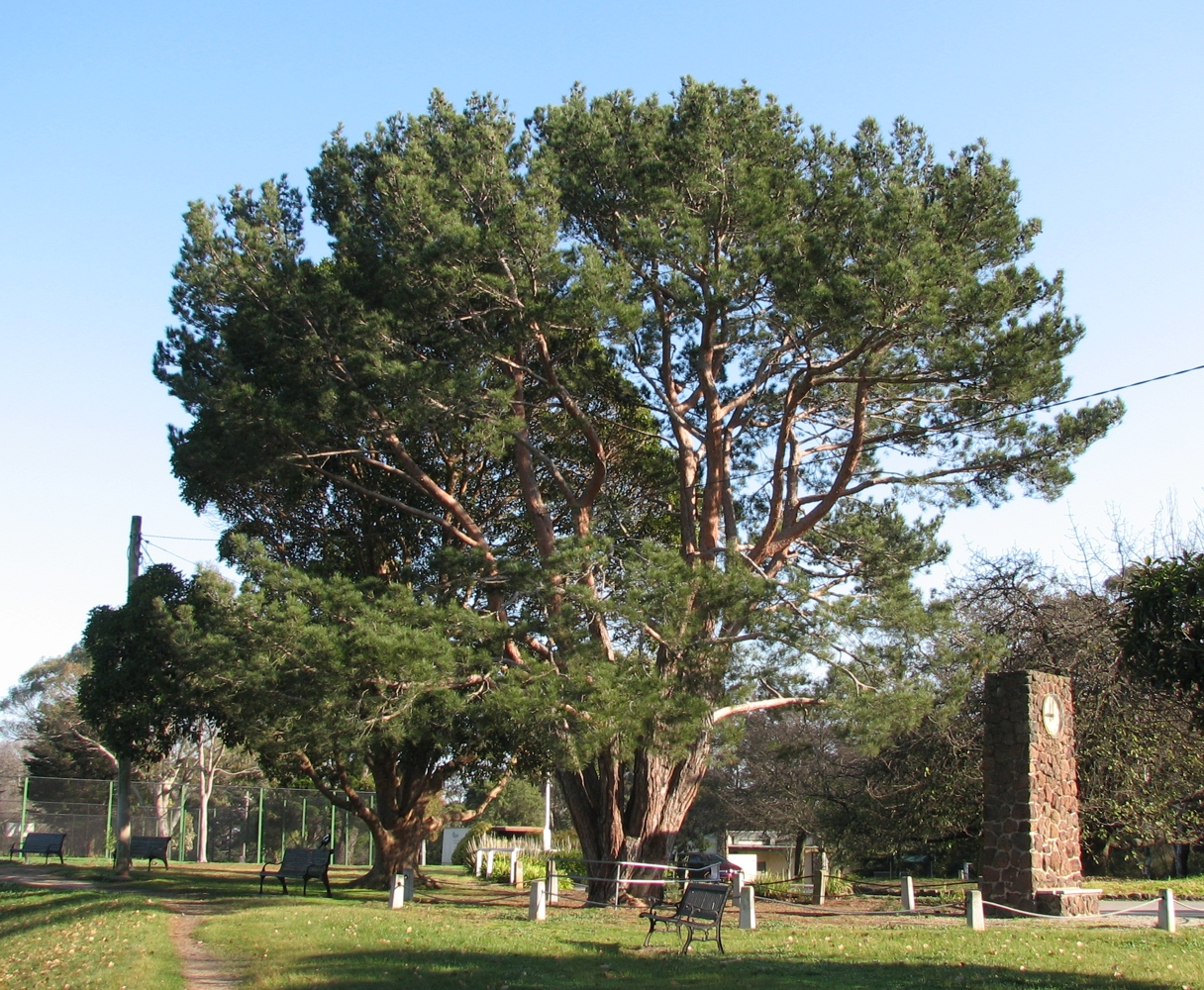
Einsame Pinie im Wattle Park

Der Soldat Thomas Keith McDowell, ein australischer Soldat aus dem 23. Bataillon, der in Gallipoli kämpfte, brachte einen Pinienzapfen vom Schlachtfeld heim nach Australien. Viele Jahre später wurden Samen vom Zapfen durch die Tante seiner Frau, Emma Gray of Grassmere, bei Warrnambool, Victoria gepflanzt und es entwickelten sich fünf Sämlinge, von denen vier überlebten. Diese Sämlinge wurden an vier verschiedenen Orten in Victoria gepflanzt: Wattle Park (8. Mai 1933), am Shrine of Remembrance (11. Juni 1933), an der Soldiers Memorial Hall at The Sisters bei Terang (18. Juni 1933) und in den Warrnambool Botanic Gardens (23. Januar 1934).
Der Baum im Shrine Reserve wurde nahe der Nordostecke des Gebäudes von Generalleutnant Sir Stanley Savige, dem Begründer des Melbourne Legacy in einer formellen Zeremonie gepflanzt.
Ein anderer Soldat, der Gefreite Benjamin Smith aus dem 3. Bataillon rettete ebenfalls einen Zapfen vom Schlachtfeld und schickte ihn an seine Mutter (Frau McMullen) in Australien, die einen anderen Sohn in der Schlacht verloren hatte. Die Samen vom Zapfen wurden von Frau McMullen im Jahre 1928 eingepflanzt, aus denen zwei Sämlinge heranwuchsen. Einer wurde ihrer Heimatstadt Inverell geschenkt und der andere nach Canberra geschickt, wo er im Oktober 1934 von Prinz Henry, Herzog von Gloucester am Australian War Memorial gepflanzt wurde.
Sowohl das Melbourne Legacy als auch die Yarralumla-Baumschule in Canberra haben jahrelang zahlreiche Sämlinge angebaut und großgezogen, die vom Baum am Shrine of Remembrance bzw. von jenem am Australian War Memorial abstammten, die sie Schulen sowie Veteranen und anderen Organisationen in ganz Australien geschenkt haben.

## Bäume in Neuseeland
Die Gedenkbäume wurden auch auf dem Friedhof von Taradale und im King Edward Park in Stratford in Neuseeland gepflanzt.